# شمسية (طعام)
الشمسية نوع من المعجنات التقليدية في الجزائر، تُحضَّر من اللوز وماء الزهر مع لمسة من الفانيليا.

## الوصف
الشمسية معجنات جزائرية تقليدية تُحضَّر من اللوز وماء الزهر والفانيليا. في بعض الأحيان، تُستخدم معجون اللوز التقليدي مع حشوة الليمون أو حشوة اللوز بالشوكولاتة، وتُجمع هذه الحشوات معًا باستخدام الهلام.

## الأصل اللغوي للكلمة
تستمد هذه المعجنات الجزائرية اسمها من اللهجة العربية الجزائرية، حيث تعني كلمة 'الشمسية'، 'الشمس الصغيرة'.